# أمر العمل
إن أمر العمل (يعرف خارج الولايات المتحدة باسم أمر الأعمال نظرًا لإنتاج العمل في أماكن التصنيع المعروفة باسم الأعمال) أو أمر المهمة (يُسمى أحيانًا إذن المهمة أو إذن العمل, ففي الغالب يتم إرفاق نوع من الإذون بطلب العمل) هو أمر تتلقاه المؤسسة من عميل أو زبون، أو هو أمر العمل الذي يتم إنشاؤه داخليًا في المؤسسة. وقد يتعلق أمر العمل بمنتجات أو خدمات.
في مجال التصنيع، ينشأ أمر العمل من أمر البيع لتوضيح الأعمال التي ستبدأ عند تصنيع أو تصميم أو هندسة المنتجات التي طلبها العميل. وفي مجال الخدمات، يمكن أن يكون أمر العمل مساويًا لأمر الخدمة حيث يسجل أمر العمل موقع تنفيذ الخدمة والتاريخ والوقت وطبيعة العمل الذي سيتم. وقد يذكر أمر العمل أيضًا نوع الموظفين (مثل المنصب الوظيفي). كما يبين أمر العمل أيضًا السعر (مثل تكلفة الساعة أو الأسبوع) وكذلك إجمالي قيمة ساعات العمل والقيمة الإجمالية.
قد يكون أمر العمل عبارة عن طلب صيانة أو إصلاح من الطلاب أو الجامعة أو أعضاء هيئة التدريس في الجامعة.
يتم في الغالب إصدار (مراجعة وجدولة) أوامر العمل التي يتم استقبالها من خارج المؤسسة قبل تنفيذها. فقد تكون أوامر العمل متعلقة بـ الصيانة الوقائية
قد يستخدم المتعاقدون نموذجًا واحدًا لأمر مهمة العمل والفاتورة بحيث يشتمل على معلومات العميل ويصف العمل الذي سيتم ويذكر تكاليف المواد والعمالة، ويتم تسليم هذا النموذج للعميل كفاتورة.
يعد أمر المهمة وثيقة داخلية تستخدم في نطاق واسع في الأعمال التجارية القائمة على المشروعات والتصنيع والبناء والتركيب. وقد يتعلق أمر المهمة بمنتجات أو خدمات. ففي مجال التصنيع، يُستخدم أمر المهمة كإيذان ببدء عملية تصنيع ويرتبط في أغلب الأحوال بفاتورة المواد. ومن ثم يذكر أمر المهمة ما يلي:
1. كمية المنتجات المراد تصنيعها أو إنشاؤها أو تركيبها
2. كمية المواد الخام المستخدمة وسعرها ومقدارها
3. أنواع العمالة المطلوبة وأجورها (لكل ساعة أو وحدة) وعددها
4. استخدام الماكينات لكل ماكينة أثناء عملية التوجيه وسعر الماكينات وعددها

وفي مجال الخدمات، يمكن أن يكون أمر المهمة مساويًا لأمر الخدمة أو أمر العمل حيث يسجل أمر المهمة موقع تنفيذ الخدمة والتاريخ والوقت وطبيعة الخدمة التي سيتم القيام بها. وقد يذكر أمر المهمة أيضًا نوع الموظفين (مثل المنصب الوظيفي). كما يبين أمر المهمة أيضًا السعر (مثل تكلفة الساعة أو الأسبوع) وكذلك إجمالي قيمة ساعات العمل والقيمة الإجمالية.